# Mannera Masalavada, Hadagalli
Mannera Masalavada là một làng thuộc tehsil Hadagalli, huyện Bellary, bang Karnataka, Ấn Độ.